# 洛尔姆 (多尔多涅省)
洛尔姆（法語：Lolme，法語發音：[lɔlm]）是法国多尔多涅省的一个市镇，属于贝尔热拉克区。

## 地理
洛尔姆（44°42'42"N, 0°50'40"E）面积6.92 平方千米，位于法国新阿基坦大区多爾多涅省，该省份为法国西南部内陆省份，是法國本土面积第三大的省，大致对应佩里戈尔地区，北起顺时针与夏朗德省、上维埃纳省、科雷兹省、洛特省、洛特-加龙省、吉倫特省和滨海夏朗德省接壤。
与洛尔姆接壤的市镇（或旧市镇、城区）包括：圣罗曼德蒙帕济耶、拉瓦拉德、马尔萨莱斯、朗皮约、圣克鲁瓦。

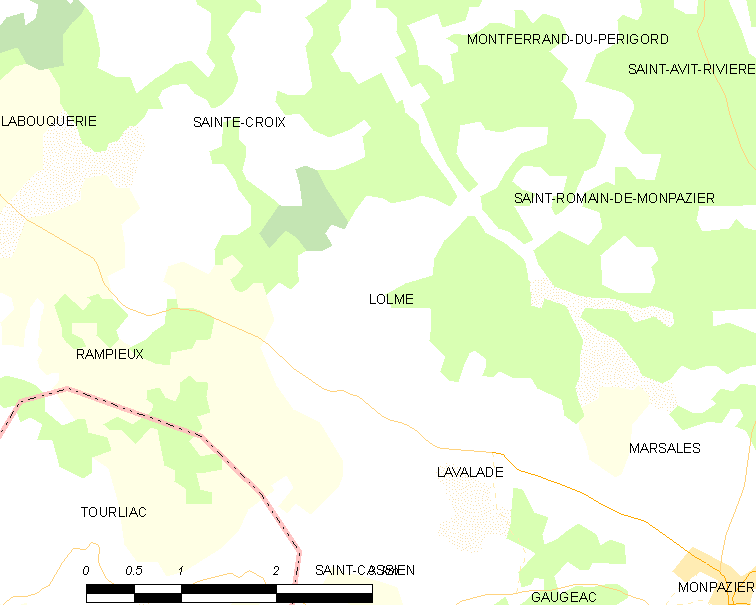
的OSM定位图

洛尔姆的时区为UTC+01:00、UTC+02:00（夏令时）。

## 行政
洛尔姆的邮政编码为24540，INSEE市镇编码为24244。

## 政治
洛尔姆所属的省级选区为拉兰德县。

## 人口

1962-2008年间人口变化图示

洛尔姆于2022年1月1日时的人口数量为191人。